# محوطه حمیدیه
محوطه حمیدیه مربوط به دوران‌های تاریخی قبل از اسلام است و در شهرستان حمیدیه، ابتدای جاده حمیدیه به اهواز سمت چپ واقع شده و این اثر در تاریخ ۱۷ اسفند ۱۳۸۱ با شمارهٔ ثبت ۷۹۳۰ به‌عنوان یکی از آثار ملی ایران به ثبت رسیده است.

## تعرض به محوطه تاریخی حمیدیه
بارها محوطه تاریخی حمیدیه مورد تعرض قرار گرفت و در بسیاری از مواقع حفاری‌های غیرمجازی نیز در آن منطقه صورت گرفت و همچنین ساخت وسازهای مجاز و غیرمجاز در آن ایجاد شد.

## اساطیر و قصه‌ها
در فرهنگ شفاهی مردم شهر حمیدیه آمده است که در محوطه تاریخی این شهر قبلاً شهری بوده که مردم آن با خیر و سلامت زندگی می‌کردند اما بعد از مدتی به دلیل مخالفت با امر و فرمان خداوند و انجام کارهای ناسزا، خداوند عذابی بر آنها نازل و شهر آنها را زیر و رو می‌کند و همه آنها را از بین می‌برد.
نام این محوطه تاریخی در زبان عامی «العوا» یا «العلیا» به معنای بلندی یا تپه است.